# Diecezja San Diego
Diecezja San Diego (łac. Dioecesis Sancti Didaci, ang. Diocese of San Diego) jest diecezją Kościoła rzymskokatolickiego w metropolii Los Angeles w Stanach Zjednoczonych. Swym zasięgiem obejmuje południową część stanu Kalifornia. 

## Historia
Diecezja została kanonicznie erygowana 11 lipca 1936 przez papieża Piusa XI, podczas reorganizacji struktur kościelnych w Kalifornii, z dotychczasowej diecezji Los Angeles-San Diego. Los Angeles zostało wówczas siedzibą nowej metropolii. Pierwszym ordynariuszem został kapłan diecezji Saint Joseph Charles Francis Buddy (1887–1966). Patronem diecezji jest św. Dydak z Alkali.

## Ordynariusze
- Charles Francis Buddy (1936–1966)
- Francis James Furey (1966–1969)
- Leo Thomas Maher (1969–1990)
- Robert Brom (1990–2013)
- Cirilo Flores (2013–2014)
- kard. Robert McElroy (2015–2025)
- Michael Pham (od 2025)